# Спустошення (фільм)
«Спустошення» (англ. Havoc) — американський бойовик режисера Гарета Еванса. Головну роль виконав Том Гарді.

## Сюжет
Детектив має розшукати зниклого сина політика і розплутати темну мережу змов та корупції у місті.

## У ролях
| Актор            | Роль           |
| ---------------- | -------------- |
| Том Гарді        | Волкер         |
| Форест Вітакер   | Лоуренс Бомонт |
| Тімоті Оліфант   | Вінсент        |
| Джессі Мей Лі    | Еллі           |
| Джастін Корнуелл | Чарлі          |
| Келін Сепульведа | Міа            |
| Луїс Гузман      | Рауль          |
| Мішель Вотерсон  | кілер          |

## Український Дубляж
- Студія — Le Doyen
- Режисер дубляжу — Катерина Брайковська
- Перекладач — Анна Пащенко
- Звукооператор — Андрій Славинський
- Спеціаліст зі зведення звуку — Михайло Угрин
- Менеджер проекту — Ярослав Сидоренко

Роль дублювання:
- Патрік Вокер — Андрій Твердак
- Вінсент — Андрій Мостренко
- Лоренс — Максим Кондратюк
- Рауль — Володимир Кокотунов
- Чінґ — Олег Лепенець
- Еллі — Ольга Гриськова
- Мія — Вікторія Тишкевич
- Чарлі — Денис Жупник
- Вес — Андрій Соболєв
- Мати — Ольга Радчук
- Енджела — Катерина Брайковська
- Геєс — Роман Чорний
- Джейк — Володимир Терещук
- Джонні — Антон Кобилко

 А також: Олександр Погребняк,

## Виробництво
19 лютого 2021 стало відомо, що Гарет Еванс, відомий постановкою фільму «Рейд», виступить режисером фільму за сценарієм, який він написав у рамках свого ексклюзивного контракту з Netflix.
На головну роль був затверджений Том Гарді, а через місяць Форест Вітакер приєднався до проєкту. У червні 2021 року до акторського складу приєдналися Тімоті Оліфант, Джессі Мей Лі, Джастін Корнуелл та Йо Ян Янн, а ролі другого плану виконають Луїс Гузман та Мішель Вотерсон.
Зйомки фільму розпочалися 8 липня 2021 року в Кардіффі. Фільм має стати «одним із наймасштабніших фільмів, коли-небудь знятих в Уельсі». Зйомки також пройшли у Південному Уельсі. Виробництво планувалося завершити у жовтні 2021. 22 жовтня 2021 року зйомки офіційно завершилися.
За словами режисера Гарета Еванса, фільм потребував перезйомок, які затягнулися через проблеми з графіком і страйк SAG-AFTRA. 20 липня 2024 року Еванс написав у своєму Instagram, що 2 тижні перезйомок завершилися, і тепер вони планують випустити фільм у першому кварталі 2025 року.

## Випуск
Вихід на Netflix відбувся 25 квітня 2025 року.